# 白法螺
白法螺（学名：Charonia lampas）是法螺科嵌線螺亞科大法螺属的一种。

## 形態描述
其殼高可達390(39公分)~400毫米(40公分)，但從島嶼到海山地點只有殼高200毫米(20公分)。

## 分佈
主要分布于北海、北大西洋、大西洋的非洲海岸、地中海、印度洋、韩国、台湾，常栖息于水深200－300米的深海中，以海星及其他底栖生物为食。

## 人類應用
在新石器時代時期，白法螺的殼被廣泛作為項鍊使用，到現代也可被作為裝飾用。